# Das zweite Ich (2000)
Das zweite Ich (Originaltitel: The Other Me) ist eine US-amerikanische Fantasy-Filmkomödie aus dem Jahr 2000. Regie führte Manny Coto, das Drehbuch schrieb Jeff Schechter anhand des Romans Me Too von Mary C. Ryan.

## Handlung
Will Browning gilt als fauler Schüler. Wenn er keine gute Note in den Naturwissenschaften bekommt, wird er für den Sommer in ein militärisch organisiertes Lager geschickt. Durch die Verwendung der Substanz Ocean Pups klont er sich selbst. Er stellt fest, dass sein Klon Twoie klüger ist als er und schickt ihn in die Schule.
In der Schule wird der Klon beliebter als Will; die Mitschülerin Heather interessiert sich für ihn. Wills bester Freund Chuckie wendet sich jedoch ab.
Die Entwickler von Ocean Pups entführen Will. Dieser kontaktiert telepathisch den Klon und übermittelt ihm, er befinde sich in einem Bus nach New York. Twoie und die anderen Kinder retten Will und nehmen den Entwicklern eine Substanz ab, die dem in der Auflösung befindlichen Twoie weiteres Überleben ermöglicht. Die Entführer werden festgenommen. Twoie bekommt den neuen Namen Gill und lebt fortan bei Wills Familie.

## Kritiken
Die Zeitschrift TV direkt 25/2007 bezeichnete den Film als „Klon-Schrott“.

## Auszeichnungen
Andrew Lawrence und Tyler Hynes gewannen im Jahr 2001 den Young Artist Award. Das aus Andrew Lawrence, Brenden Jefferson, Tyler Hynes, Sarah Gadon und Alison Pill bestehende Schauspielerensemble wurde für den Young Artist Award nominiert.